# My Bonnie (album)
My Bonnie is het debuutalbum van de Britse rock-'n-roll singer-songwriter Tony Sheridan. Het album werd op 5 januari 1962 uitgebracht door Polydor. Op het album wordt Sheridan op diverse tracks begeleid door de nog onbekende band The Beatles, die werden aangeduid als The Beat Brothers. Vanwege de latere bekendheid van The Beatles werden de nummers waar zij op speelden later diverse keren uitgebracht op verzamelalbums.

## Achtergrond
In juni 1961 trad Sheridan vaak op in de Top Ten Club in Hamburg. Hij speelde in deze periode regelmatig samen met The Beatles, die op dat moment bestonden uit John Lennon, Paul McCartney, George Harrison, Stuart Sutcliffe en Pete Best. Op aandringen van muziekuitgever Alfred Schacht en zanger Tommy Kent ging de Duitse producent Bert Kaempfert langs bij de Top Ten Club. Hij was onder de indruk van het optreden van Sheridan en The Beatles en bood hen een contract aan bij zijn bedrijf Bert Kaempfert Productions.
Op 22 juni 1961 namen Sheridan en The Beatles de nummers "My Bonnie Lies Over the Ocean", "The Saints", "Why", "Nobody's Child" en "Take Out Some Insurance" op tijdens een sessie in de Friedrich-Ebert-Halle in Hamburg. The Beatles speelden tijdens de sessie ook "Ain't She Sweet" en de eigen compositie "Beatle Bop", later bekend als "Cry for a Shadow". Sutcliffe was aanwezig bij de opnamesessie, maar bespeelde geen instrumenten, waardoor McCartney de basgitaar bespeelde. Uit deze sessie werd "My Bonnie" uitgekozen om als single te worden uitgebracht, met "The Saints" als B-kant. De single werd uitgebracht via Polydor, dat een exclusief contract had met het bedrijf van Kaempfert. Als artiest werden "Tony Sheridan and the Beat Brothers" genoemd, aangezien het contract van The Beatles het toestond dat het platenlabel een pseudoniem voor hen mocht gebruiken.
"My Bonnie" werd in oktober 1961 uitgebracht als single in Duitsland en werd een redelijk succes. Het bereikte plaats 32 in de landelijke singlehitlijsten, plaats 11 in de landelijke jukeboxlijsten en plaats 4 in een lokale hitlijst in Hamburg. Op 21 december 1961 werd een tweede opnamesessie gehouden, waar The Beatles niet aan deelnamen. Tijdens deze sessie werden tien nummers opgenomen. Samen met "My Bonnie" en "The Saints" vormden deze nummers het album My Bonnie, dat op 5 januari 1962 werd uitgebracht.

## Tracks
| Nr. | Titel                        | Schrijver(s)                                           | Duur |
| --- | ---------------------------- | ------------------------------------------------------ | ---- |
| 1.  | My Bonnie                    | Traditioneel, arr. Tony Sheridan                       | 2:43 |
| 2.  | Skinny Minnie                | Bill Haley, Rusty Keefer, Milt Gabler, Catherine Cafra | 3:09 |
| 3.  | Whole Lotta Shakin' Goin' On | Dave Williams, Sunny David                             | 2:10 |
| 4.  | I Know Baby                  | Sheridan                                               | 2:58 |
| 5.  | You Are My Sunshine          | Jimmie Davis, Charles Mitchell                         | 2:29 |
| 6.  | Ready Teddy                  | Robert Blackwell, John Marascalco                      | 2:00 |

| Nr. | Titel                    | Schrijver(s)                                 | Duur |
| --- | ------------------------ | -------------------------------------------- | ---- |
| 7.  | The Saints               | Traditioneel, arr. Tony Sheridan             | 3:19 |
| 8.  | Hallelujah I Love Her So | Ray Charles                                  | 2:11 |
| 9.  | Let's Twist Again        | Kal Mann, Dave Appell, Peter Buchenkamp      | 2:42 |
| 10. | Sweet Georgia Brown      | Ben Bernie, Maceo Pinkard, Kenneth Casey     | 2:30 |
| 11. | Swanee River             | Stephen Foster                               | 2:56 |
| 12. | Top Ten Twist            | Joe Homsen, Mark Bones, Tobby Lüth, Sheridan | 2:53 |

| Nr. | Titel                          | Schrijver(s)                             | Duur |
| --- | ------------------------------ | ---------------------------------------- | ---- |
| 13. | My Bonnie (Duitse introductie) | Traditioneel, arr. Tony Sheridan         |      |
| 14. | Ich lieb' dich so              | Doc Pomus, Phil Spector, Lüth            |      |
| 15. | Der Kiss-Me Song               | Guy Warren, Kurt Schwabach, Erik Wallnau |      |
| 16. | Madison Kid                    | Charlie Thomas                           |      |
| 17. | Let's Dance                    | Jim Lee, Sheridan                        |      |
| 18. | Ruby Baby                      | Jerry Leiber, Mike Stoller               |      |
| 19. | What'd I Say                   | Charles                                  |      |
| 20. | Veedeboom Slop Slop            | Johnny Sivo                              |      |
| 21. | Let's Slop                     | Walter Gleissner, Sivo                   |      |
| 22. | My Bonnie (Geen introductie)   | Traditioneel, arr. Tony Sheridan         |      |